# Halta 5 de Outubro
Halta 5 de Outubro (Halta 5 Octombrie), cunoscută și sub denumirea de Terminal 5 de Outubro, a fost un punct de oprire temporar de pe Linia de Centură, care deservea zona adiacentă bulevardului Avenida 5 de Outubro din Lisabona, capitala Portugaliei. Construită în anii 1990, halta era integrată în rețeaua feroviară națională ca punct de oprire la capătul unei ramificații feroviare scurte, care intersecta Linia de Centură la sud, la pichetul feroviar PK 6,7.
Halta a servit ca stație terminus pentru două trasee ale Liniei Sintra, de la Amadora și Cacém. 
În 1998, în contextul restructurării CP Lisboa, cauzată de construcția și organizarea Expo '98 și de punerea în funcțiune a căii ferate pe Podului 25 de Abril, halta „5 de Outubro” a fost demolată, iar funcția sa a fost suplinită de crearea gării Entrecampos Poente, realizată prin prelungirea spre vest a gării Entrecampos.